# Uljanik

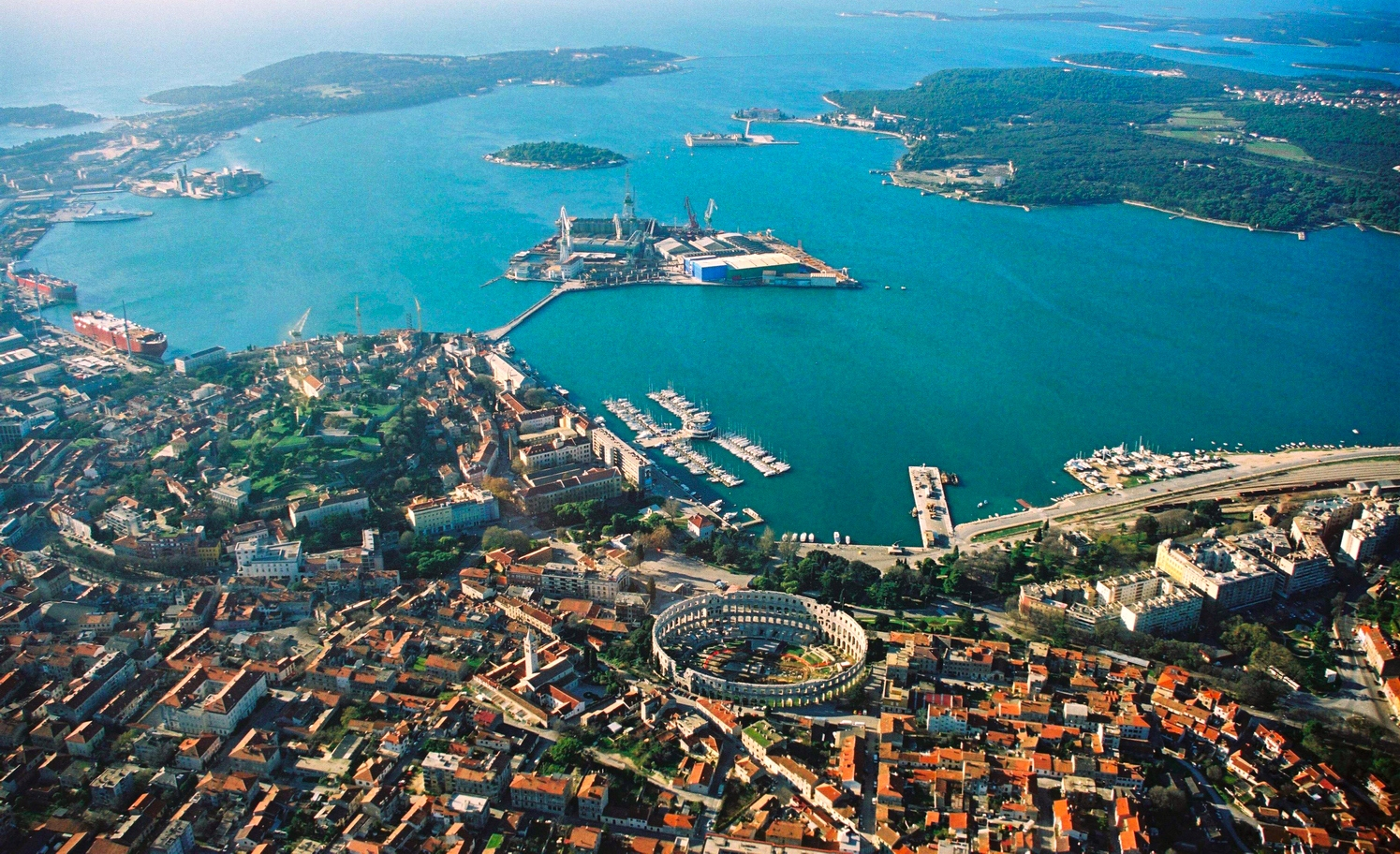
Die Uljanik-Werft im Zentrum der Bucht von Pula

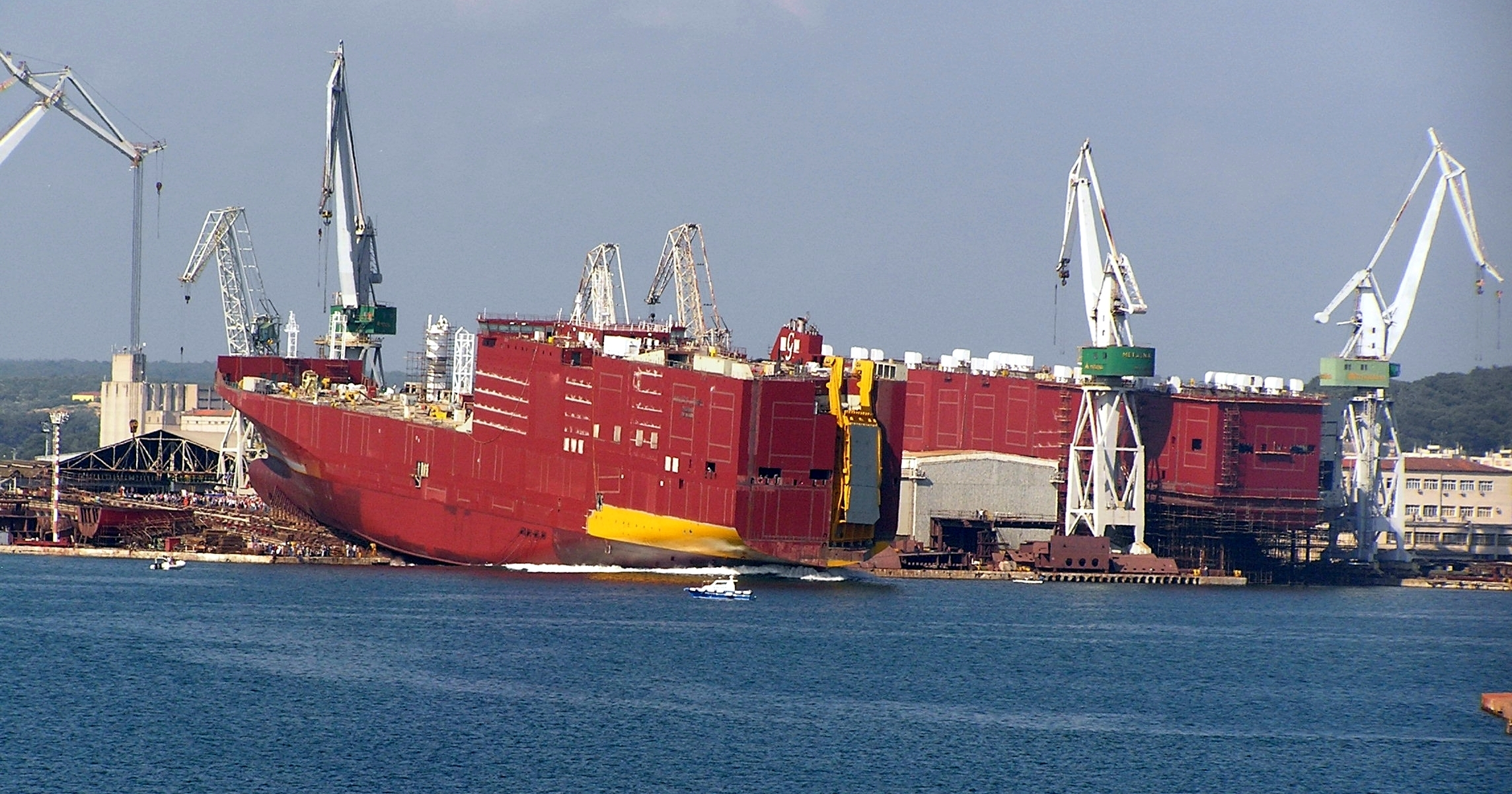
Werftbereich

Die Uljanik-Werft ist ein kroatisches Schiffbauunternehmen und befindet sich in der istrischen Stadt Pula, Kroatien. Die Bezeichnung Uljanik findet ihren Ursprung in der früheren Olivenwirtschaft auf der Werftinsel (Kroatisch maslinovo ulje – Olivenöl). In der Vergangenheit produzierte die Werft jährlich etwa sechs Schiffe.

## Firmengeschichte
Die Werft wurde im Jahr 1856 von der österreichischen Kriegsmarine als  k.k. Seearsenal Pola  gegründet. Der Grundstein für den Bau wurde von der österreichischen Kaiserin Elisabeth gelegt. Im Oktober 1860 lief das erste Schiff SMS Kaiser vom Stapel. Für die Österreichisch-Ungarische Marine wurden insgesamt 55 Schiffe gebaut. Das Seearsenal diente auch der Instandhaltung und Reparatur der Schiffe der k.u.k. Kriegsmarine.
Nach dem Ersten Weltkrieg wurde die Werft unter italienischer Herrschaft zur Reparatur von alten Schiffen betrieben. Des Weiteren diente sie als Dock und wurde für die Modernisierung älterer Schiffe verwendet. Während des Zweiten Weltkriegs war die Uljanik-Werft ein deutscher Marinestützpunkt.
Ab dem Jahr 1947 wurde die Werft in der neugegründeten Sozialistischen Föderativen Republik Jugoslawien betrieben. Im Jahr 1951 wurde erstmals wieder ein neues Schiff gebaut. Der Bau von Schiffsmotoren und elektronischen Anlagen wurde kontinuierlich weiterentwickelt. Seit dem Jahr 1990 wird die Uljanik-Werft als Aktiengesellschaft kroatischen Rechts geführt. Im Jahr 1998 erfolgte eine umfassende technische Modernisierung.
Vom Jahr 1947 bis zum Jahr 2000 liefen 201 Schiffe vom Stapel. Umgerechnet wurden bis Ende 1998 20. Jahrhundert insgesamt 6 Millionen DWT für Käufer aus der ganzen Welt gebaut.
2018 musste man die Ablieferung eines Neubaus auf 2019 verschieben. Weitere Aufträge wurden storniert. Das Unternehmen wurde mit 96 Millionen Euro von der EU unterstützt. Nachdem die Uljanik-Gruppe Mitte 2019 Konkurs anmeldete, wurde im Januar 2020 die Liquidierung der Dachgesellschaft beschlossen, wobei der Werftstandort mit Inventar zunächst erhalten bleiben soll.

## Unternehmensfelder
Die Uljanik-Werft war in der Lage, verschiedenste Arten von Schiffen zu entwickeln und zu produzieren: Rohöl-Tanker, Tankschiffe für petrochemische Erzeugnisse, Containerschiffe, Massengutfrachter, Passagierschiffe, Autotransporter, RoRo-Schiffe.

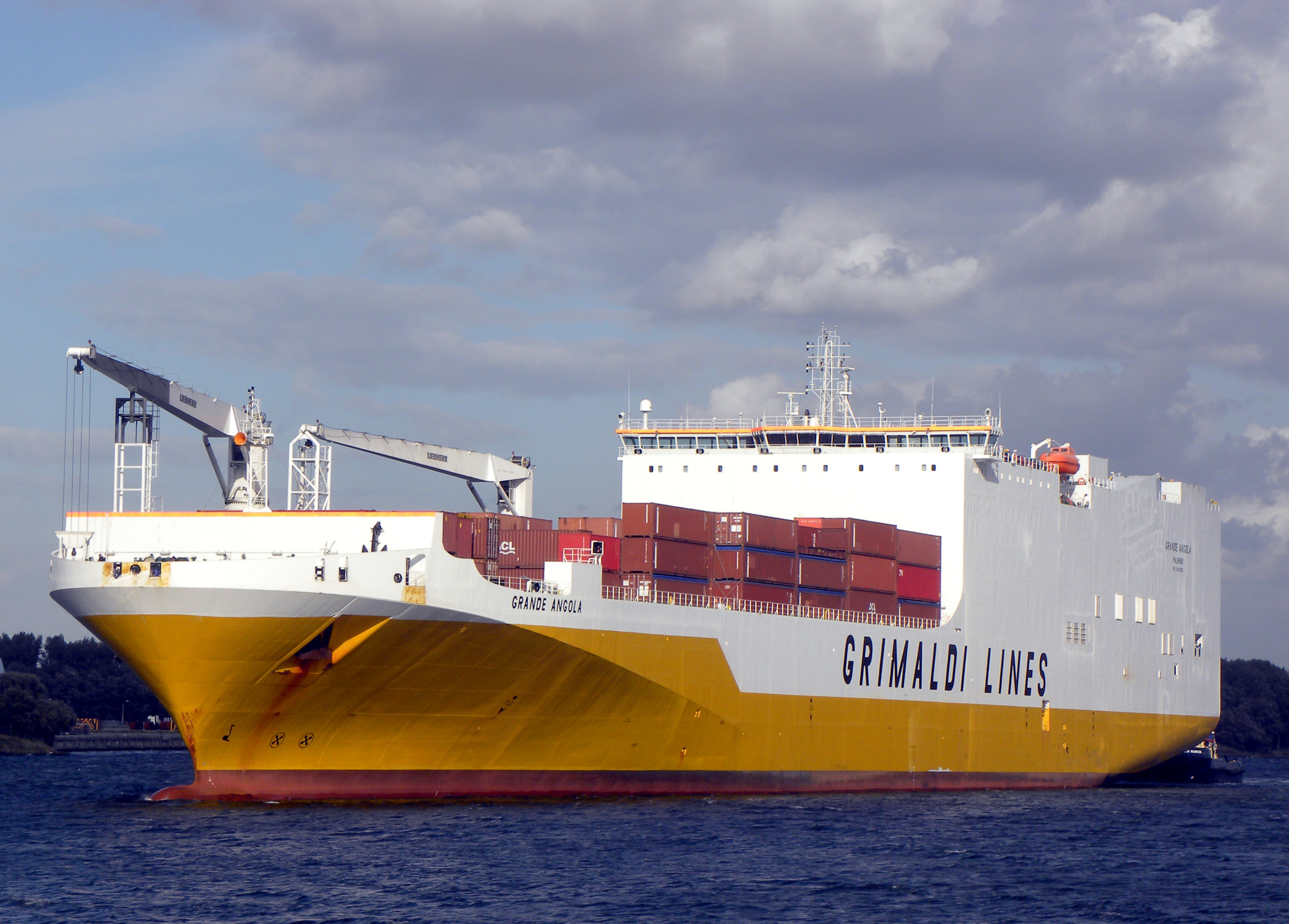
Grande Angola

Im November 2008 wurde das Schiff Grande Angola (24800 DWT) der italienischen Firma Grimaldi ausgeliefert. Dieses Schiff war das erste von sieben in Auftrag genommenen RoRo-Automobiltransportschiffen.